# Список керівників держав 1813 року
Список керівників держав 1813 року — це перелік правителів країн світу 1813 року.
Список керівників держав 1812 року — 1813 рік — Список керівників держав 1814 року — Список керівників держав за роками

## Європа
- Король Великої Британії Георг III (1760—1820)
  - прем'єр-міністр — Роберт Бенкс Ліверпул Дженкінсон (1812—1827)
- Балканський півострів
  - Республіка Семи Островів — французьке правління (1807—1815)
  - Князь-єпископство Чорногорія — Петро I Петрович-Негош (1782—1830)
- Балтія
  - Литовське генерал-губернаторство — Римський-Корсаков Олександр Михайлович (1812—1830)
- Італія
  - Герцогство Масси і Каррари — Еліза Бонапарт (1806—1814)
  - Герцогство Модени і Реджо — перерва до 1814
  - Герцогство Парми та П'яченци — перерва до 1814
  - Неаполітанське королівство — Йоахім Мюрат (1808—1815)
  - Сардинське королівство — Віктор Емануїл I (1802—1821)
  - Сицилійське королівство — Фердинанд I (1759—1806; 1806—1816)
  - Велике герцогство Тосканське — зникнення до 1814
- Кавказ
  - Абхазьке князівство — Сафар Алі-бей (1810—1821)
  - Аварське ханство — Султан-Ахмед I (1802—1823)
  - Букеєвська орда — Букей (1800—1815)
  - Газікумухське ханство — Сурхай-хан II (1789—1813); Муртазалі-хан II (1813—1816)
  - Кабарда — Кучук Джанхотов (1809—1822)
  - Гурійське князівство — Мамія V Гурієлі (1803—1823)
  - Мегрельське князівство — Леван V Дадіані (1804—1846)
  - Ширванське ханство — Мустафа-хан Ширванський (1792—1820)
- Німеччина
  - Імператор Австрії Франц II (1804—1835)
  - Ангальтське князівство: Ангальт-Дессау — герцог Леопольд ІІІ Фрідріх Франц (1807—1817); Ангальт-Кетен — Леопольд III Ангальт-Дессауський (1812—1817); Ангальт-Бернбург — Алексіус Фрідріх Крістіан Ангальт-Бернбурзький (1796—1834)
  - Баварське королівство — Максиміліан I (1806—1825)
  - Велике герцогство Баденське — Карл (1811—1818)
  - Брауншвейг-Вольфенбюттельське князівство — Фрідріх Вільгельм (1806—1815)
  - Вюртемберзьке королівство — Фрідріх I (1805—1815)
  - Гессен-Гомбурзьке ландграфство — Фрідріх V (1751—1820)
  - Гессен-Дармштадтське ландграфство — Людвіг I Гессенський (1790—1830)
  - Гессенське курфюрство — Вільгельм I (1803—1821)
  - Гогенцоллерн-Гехінген — Фрідріх Гогенцоллерн-Гехінгенський (1810—1838)
  - Гогенцоллерн-Зігмарінгенське князівство — Антон Алоїс Гогенцоллерн-Зігмарінген (1785—1831)
  - Ліппе-Детмольд — Леопольд II (1802—1851)
  - Ліхтенштейн — Йоганн I (1805—1836)
  - Мекленбург-Шверінське герцогство — Фрідріх-Франц II Мекленбург-Шверінський (1785—1815)
  - Велике герцогство Мекленбург-Штреліцьке — Карл II Мекленбурзький (1794—1816)
  - Нассауське герцогство — Фрідріх Август (1806—1816)
  - Ольденбурзьке герцогство — Петер Фрідріх Вільгельм (1785—1823)
  - Королівство Пруссія — Фрідріх-Вільгельм III (1797—1840)
  - Рейс-Еберсдорф — князь Генріх LI (1806—1822)
  - Ройсс-Грайцьке князівство — Генріх XIII (1800—1817)
  - Саксен-Гота-Альтенбурзьке герцогство — Август (1804—1822)
  - Саксен-Кобург-Заальфельд — Ернст I (1806—1825)
  - Саксен-Майнінгенське герцогство — Бернхард II (1803—1866)
  - Саксонське королівство — Фрідріх Август І (1806—1827)
  - Шаумбург-Ліппське князівство — Георг Вільгельм (1787—1860)
  - Шварцбург-Рудольштадтське князівство — Фрідріх Гюнтер I (1807—1867)
- Піренейський півострів
  - Іспанське королівство — Фернандо VII (1808—1833)
  - Португальське королівство — королева Марія І (1777—1816)
- Польща
  - Варшавське герцогство — Фрідріх Август (1807—1815)
  - Олесницьке князівство — Фрідріх Вільгельм (1805—1815)
  - Тешинське герцогство — Альберт Саксен-Тешенський (1798—1822)
- Російська імперія — Олександр I (1801—1825)
- Румунія; Молдова
  - Волоське князівство — Іоанн II Караджа (1812—1818)
  - Молдавське князівство — Скарлат Каллімакі (1812—1819)
- Скандинавія
  - король Данії — Фредерік VI (1808—1839)
  - Король Норвегії — Фредерік VI (1808—1814)
  - Швеція — Карл XIII (1809—1818)
- Угорське князівство — Франц II (1792—1835)
- Україна —
  - Малоросійське генерал-губернаторство — Яків Лобанов-Ростовський (1808—1816)
  - Слобідсько-Українська губернія — Бахтін Іван Іванович (1803—1814)
- Перша французька імперія. Імператор французів Наполеон (1804—1814)
  - Люксембурзьке герцогство — до 1813 окуповано Францією
  - Монако — князівство анексовано Францією (до 1814)
  - Савойське герцогство — окуповано французькою армією по 1815 рік
- Богемське королівство (Чехія) — Франц II (1792—1835)
- Шотландія
- Святий Престол; Папська держава — Папа Римський — Пій VII (1800—1823)
- Вселенський патріарх — Полікарпій І Єрусалимський (1808—1827)

## Азія
- Близький Схід
  - Акрабі — Аль-Махді ібн Алі аль-Акрабі (1770—1833)
  - Бейхан (емірат) — Сукбілібн Хусейн Абу аль-Кайс аль-Хашимі (1800—1820)
  - Заїдська держава Ємену — Ахмад аль-Мутаваккіль (1808—1816)
  - Мамлюцький Ірак — Кучук Сулейман-паша (1807—1812); Саїд-паша (1813—1816)
  - Емірат Кувейт — емір Абдаллах I ас-Сабах (1762—1814)
  - Османська імперія — Махмуд II (1808—1839)
    - Сідон (еялет) — Сулейман Паша аль-Аділ (1809—1819)

  - Дірійський емірат — Сауд ібн Абдул-Азіз (1803—1814)
  - Джебель-Шаммар — Мухаммед ібн Абд аль-Мухсін (1800—1818)
  - Шаріфат Мекки — Яґ'я ібн Сурур (1803—1813; 1813—1827)
  - Лахедзький султанат — Ахмад I аль-Абдалі (1791—1827)
    - Бабан (князівство) — Абдурахман-паша (1803—1813); Махмуд-паша (1813—1834)

  - Шейхство Алаві — Шаїф I аль-Алаві (1800—1839)
  - Вахіді — Абдалла I бін Агмад аль-Вагіді (1810—1830)
  - Верхня Яфа — Умар IIбін Кахтана аль-Хархара (1810—1815)
  - Нижня Яфа — Алі I ібн Галиб аль-Афіфі (1800—1841)
- Персія; Середня Азія
  - Іран — Фатх-Алі Шах Каджар (1797—1834)
    - Карабаське ханство — Мехтікулі-хан (1806—1822)
    - Нахічеванське ханство — Келб Алі-хан Кенгерлі (1812—1817)
    - Талишське ханство — Мір Мустафа-хан (1786—1814)
    - Хойське ханство — Гусейнгулу-хан (1797—1813).
    - Шекінське ханство — Джафар Кулі-хан Хойський (1806—1814)

  - Дурранійська імперія — Махмуд-Шах Дуррані (1809—1818)
- Індія; Непал; Пакистан і Шрі-Ланка
  - Аркот (держава) — наваб Азім-уд-Даула (1801—1819)
  - Ауд (держава) — Саадат Алі-хан II (1798—1814)
  - Ахом — Судінгфаа (1811—1818)
  - Барода (князівство) — Ананд Рао Гайквад (1800—1819)
  - Бахавалпур (князівство) — Садік Мухаммад Хан II (1809—1826)
  - Бгаратпур (держава) — Рандхір Сінгх (1805—1823)
  - Наваб Бенгалії — Зайнул Абедін Алі-хан (1810—1821)
  - Бхопал (князівство) — Вазір Мухаммад-хан (1807—1816)
  - Гайдарабад (держава) — Асаф Джах III (1803—1829)
  - Гархвал (держава) — окупація до 1815
  - Гваліор (князівство) — Даулат Рао Скіндія (1794—1827)
  - Джайпур (князівство) — Джаґат Сінґх (1803—1818)
  - Джайсалмер (князівство) — Мулрадж II (1762—1819)
  - Джодхпур (князівство) — Ман Сінґх (1803—1843)
  - Джунагадх (князівство) — Мохаммад Бахадур Ханджи II (1811—1840)
  - Дрангадхра (князівство) — Амарсінхджі II Райсінхджі (1804—1843)
  - Дхар (князівство) — Рамчандра Радж II Павар (1810—1833)
  - Імперія Великих Моголів — Акбар Шах II (1806—1837)
  - Індор (князівство) — Малхар Рао II (1811—1833)
  - Калат (ханство) — Мір Махмуд I (1794—1831)
  - Камбей (князівство) — Фатх Алі-хан (1790—1823)
  - Канді (королівство) — Шрі Вікрама Раджасінха (1798—1815)
  - раджа Капуртали — Фатех Сінґх (1801—1837)
  - сардарні (очільник) місаля Канхея (Канхайя) Сада Каур (1793—1821)
  - Колхапур (князівство) — Шиваджі II (1762—1813); Самбхаджі III (1813—1821)
  - Лас Бела (ханство) — Мір-хан I (1776—1818)
  - Майсур (князівство) — Крішнараджа Вадіяр III (1799—1868)
  - Імперія Маратха — Баджі Рао II (1796—1818)
  - Мевар (князівство) — Бгім Сінґх (1778—1818)
  - Мустанг (королівство) — Джампал Палду (1800—1820)
  - Наґпур (князівство) — Раґходжі II (1788—1816)
  - Королівство Непал — Гірван Юдха Бікрам Шах (1799—1816)
  - Панна (князівство) — Кішор Сінгх (1798—1834)
  - володар місаля Ахдувалія і сардар Капуртали Фатех Сінґх (1801—1837)
  - Сіккім (князівство) — Цудпхуд Намґ'ял (1793—1863)
  - Держава Сикхів — Ранджит Сінґх (1801—1839)
  - Династія Талпур — Мір Карам Алі Хан (1811—1828)
  - Траванкор — Говрі Лакшмі Баї (18100-1815)
  - Тханджавур (князівство) — Серфоджі II (1798—1832)
  - Харан (ханство) — Аббас III (1810—1833)
  - Губернатор Португальської Індії — Бернардо да Сільверія-і-Лорена (1806—1816)
- Індонезія; Південно-Східна Азія
  - Ачеський султанат — Алауддін Джаухар уль-Алам Сіах (1795—1815)
  - Королівство Раттанакосін — Буддха Лоетла Нафалай (Рама II) (1809—1824)
  - Банджармасінський султанат — Сулейман аль-Мутамідуллах (1801—1825)
  - Бантенський султанат — Мухаммад ібн Мухаммед Мухіддін Зайнуссаліхін (1809—1813).
  - Булунганський султанат — Аджі Алі (1776—1817)
  - Брунейська імперія — Мухаммад Канзуль Алам (1807—1826)
  - Султанат Гова — Лембанг Паранг (1810—1825)
  - Династія Нгуєн — Зя Лонг (1802—1820)
  - Джамбійський султанат — Махмуд Мухуддін Агунг Шрі Інгалага (1805—1826)
  - Джок'якартський султанат — Хаменгкубувоно III (1812—1814)
  - Джохорський султанат — Абдул Рахман Муаззам-шах (1812—1819)
  - Пакуаламан — Паку Алам I (1812—1829)
  - Понтіанакський султанат — Касим Аль-Кадрі (1808—1819)
  - Король Чіангмаю Кавіла (1802—1816)
  - Мангкунегаран — Мангкунегара II (1796—1835)
  - В'єнтьян (королівство) — Анувонґ (1805—1828)
  - Луанґпхабанґ (королівство) — Анурута (1792—1819)
  - Тямпасак (королівство) — міжцарство до 1813; Маной (1813—1819)
  - Пагаруюнг — Султан Аріфін Мінангсіях (1780—1821)
  - Перак (султанат) — Абдул Малік Мансур Шах (1806—1825)
  - Магінданао (султанат) — Каваса Анвар уд-Дін (1805—1830)
  - Кедах (султанат) — Ахмад Таджуддін Халім Шах II (1803—1821)
  - Самбаський султанат — Абу Бакар Тадж уд-дін I (1793—1815)
  - Сіак (султанат) — Ассаїдіс Шаріф Ібрагім Абдул Джаліл Халілуддін (1810—1815)
  - Султанат Сулу — Аліуддін (1808—1823)
  - Конбаун — Бодопая (1782—1819)
  - Тернатський султанат — Мухаммед Алі (1807—1821)
  - Тідорський султанат — Мухаммад Тахір (1811—1821)
- Кхмерська імперія — Анг Чан II (1806—1834)
- Накхонситхаммарат (держава) — Чаопхрая Накхон (1811—1838)
- Китай; Монголія
  - Тибет — Далай-лама IX (1807—1815)
  - Династія Цін — Юн'янь (1796—1820)
    - Кумульське ханство — Ардашир (1780—1813); Башир (1813—1867)
- Окінава; Королівство Рюкю — Сьо Кьо (1803—1834)
- Корея
  - Чосон — Сунджо (1800—1834)
- Середня Азія і Сибір
  - Бухарський емірат — Сеїд Хайдар Тура (1800—1826)
  - Дарвазьке шахство — перерва до 1845
  - Молодший жуз — Касим Болекеюли (1809—1824)
  - Середній жуз — Уалі-хан (1784—1819)
  - Старший жуз — Токай-хан (1809—1826)
  - Кокандське ханство — Умар-хан (1809—1822)
  - Хівинське ханство — Мухаммад Рахим-хан (1806—1825)
- Японія — Імператор Кокаку (1779—1816)

## Африка
- Агадес (султанат) — Мухаммад ад-Дані (1810—1815)
- Аджаче — Айохан (1807—1816)
- Алжирський еялет — Алі IV ібн Халіль (1810—1815)
- Ауса (султанат) — Айдахіс ібн Махаммад ібн Айдахіс (1801—1832)
- Імперія Ашанті — Осей Туту Кваме (1804—1824)
- Багірмі (королівство) — Осман Буркоманда III (1807—1846)
- Бамбара (держава) — Да Діарра (1808—1827)
- Бамум (держава) — мфон Мбуомбуо (1757—1814)
- Баол (держава) — Тіє-Ясін Діен (1809—1815)
- Борну — Мухаммад VIII (1811—1814)
- Буганда — Ссемакоокіро Васанджа Наббунга (1796—1814)
- Королівство Бурунді — Нтаре IV (1796—1850)
- Ваало — Кулі Мбааба (1810—1816)
- Варсангалійський султанат — гараад Мохамуд Алі (1789—1830)
- Марокканський султанат — Мулай Сулейман (1792—1822)
- Вадайський султанат — Абд аль-Карим Сабун (1804—1815)
- Волоф (держава) — Мба Бурі-Ніабу (1800—1818)
- Дагомея — Адандозан (1797—1815)
- Дамагарам (султанат) — Сулейман дан Танімун (1812—1822)
- Дарфурський султанат — Мухаммад аль-Фадл (1803—1838)
- Досо (держава) — Аміру (?—1856)
- Імператор Ефіопії — Егвала Сейон (1801—1818)
- Єгипетський еялет — Мухаммед Алі Єгипетський (1805—1848)
- Королівство Імерина — Радама I (1810—1828)
- Каарта — Некоро (1808—1811); Сараба (1811—1815)
- Казембе — Каньємбо Келека Маї (1805—1850)
- Кайор — Біраяма Фатма Фалл (1809—1832)
- Калабарі (держава) — Амакуру (1790—1835)
- Касандже — Кітумба к'я Нгонга (1810—1820)
- Конг (держава) — Самафінге Уатара (1762 — ? до 1813); Бакарі Уатара (1813—1833)
- Койя (королівство) — Бай Фокі (1807—1817)
- Королівство Конго — Гарсія V (1803—1830)
- Луба (імперія) — Кумвімба Нґомбе (1780/1785-1820)
- Матамба — Ндала Камана (1810—1833)
- Момбаса (султанат) — Абдалла ібн Ахмад (1812—1823)
- Мономотапа — мвене-мутапа Чуфомбо (1806—1821)
- Нафана — Доссо Діарасуба (1760—1815/1820)
- Нрі — Езе Нрі Енвелеана I (1794—1886)
- Королівство Орунгу — Огулссогве Рогомбе Мполо (1810—1840)
- Салум — Ндене Ніахана Ндіає (1810—1817)
- Сеннарський султанат — Баді VII (1805—1821)
- Сокото (держава) — Усман дан Фодіо (1804—1815)
- Трарза (емірат) — Мухаммад ульд Алі (1800—1827)
- Туніс (бейлік) — Хаммуда (1782—1814)
- Імамат Фута-Джаллон — Абдулай Бадемба (1810—1814)
- Фута-Торо (імамат) — Букар Ламін Баал (1810—1813); Юсуф Сіре Лі (1813—1814)
- Капська колонія — Джон Кредок, 1-й барон Гауден (1811—1814)
- Португальська Західна Африка — Хосе де Олівейра Барбоза (1810—1815)

## Південна Америка
- Генерал-капітанство Венесуела — Домінго де Монтеверде (1812—1813); Хуан Мануель Кахігаль (1813—1815)
- Друга Венесуельська республіка — Сімон Болівар (1813—1814)
- Парагвай — голова хунти Фульхенсіо Єгрос (1811—1813); Хосе Гаспар Родрігес де Франсія (1813—1814)
- Віцекоролівство Перу — Хосе Фернандо де Абаскаль (1806—1816)
- Перша урядова рада Чилі — Хосе Мігель Каррера (1811—1814)
- Об'єднані провінції Ріо-де-ла-Плати — другий тріумвірат (1813—1814)

## Північна Америка
- Королівство Гаїті — Анрі Крістоф (1811—1820)
- Сполучені Штати Америки — Джеймс Медісон (1809—1817)
  - віце-президент США Елбридж Геррі (1813—1814)

## Океанія
- Гавайське королівство — Камегамега I (1795—1819)
- Королівство Таїті — Помаре II (1803—1821)